# Wiżaj (rejon czerdyński)
Wiżaj (ros. Вижай) – osiedle w Rosji, w Kraju Permskim, w rejonie czerdyńskim. W 2010 liczyło 179 mieszkańców.